# Suovaselkäjärvi
Suovaselkäjärvi eller Suova Selkäjärvi är en sjö i Finland. Den ligger i kommunen Enare i landskapet Lappland, i den norra delen av landet, 1 000 km norr om huvudstaden Helsingfors. Suovaselkäjärvi ligger 168,5 meter över havet. Arean är 43,5 hektar och strandlinjen är 5,1 kilometer lång. Sjön  ingår i Pasvik älvs huvudavrinningsområde. 